# Viborg FF
A Viborg FF, teljes nevén Viborg Fodsports Forening egy dán labdarúgócsapat. A klubot 1896 április 1-jén alapították, jelenleg az első osztályban szerepel.

## Jelenlegi keret
2022. január 31. szerint.
| #  |     | Poszt | Név                 |
| -- | --- | ----- | ------------------- |
| 1  | DEN | K     | Lucas Lund Pedersen |
| 3  | DEN | V     | Mads Lauritsen      |
| 4  | RSA | V     | Lorenzo Gordinho    |
| 5  | IRQ | V     | Frans Putros        |
| 6  | NED | V     | Lars Kramer         |
| 7  | DEN | V     | Christian Sørensen  |
| 8  | NED | KP    | Justin Lonwijk      |
| 9  | SWE | CS    | Marokhy Ndione      |
| 11 | DEN | CS    | Jay-Roy Grot        |
| 12 | GAM | CS    | Alassana Jatta      |
| 13 | DEN | KP    | Jeppe Grønning      |
| 14 | NED | KP    | Clint Leemans       |
| 16 | DEN | K     | Mikkel Andersen     |
| 17 | DEN | KP    | Jacob Bonde         |

| #  |     | Poszt | Név                                                |
| -- | --- | ----- | -------------------------------------------------- |
| 19 | CZE | KP    | Jan Žambůrek                                       |
| 20 | DEN | K     | Kasper Kiilerich                                   |
| 21 | DEN | KP    | Sofus Berger                                       |
| 23 | DEN | CS    | Younes Bakiz                                       |
| 24 | DEN | V     | Daniel Anyembe                                     |
| 26 | SUI | V     | Nicolas Bürgy (kölcsönben a Young Boys csapatától) |
| 30 | NGR | CS    | Ibrahim Said                                       |
| 31 | DEN | KP    | Tobias Bech                                        |
| 32 | DEN | CS    | Christian Wagner                                   |
| 33 | DEN | KP    | Frederik Ørsøe Christensen                         |
| 34 | DEN | KP    | Mads Frederiksen                                   |
| 35 | DEN | KP    | Mads Søndergaard                                   |
| —  | GAM | V     | Lamin Jawara                                       |

## Vezetőedzők
- Svend Hugger (1980-1981)
- Eduard Bründl (1982–1983)
- Erik Bundgaard (1984)
- Jens Tang Olesen(1984–1987)
- Hans Ove Andersen (1988–1989)
- Peter Rudbæk (1990–1993)
- Roald Poulsen (1993–1994)
- Viggo Jensen (1995)
- Ove Christensen (1995–1999)
- Kim Poulsen (1999–2001)
- Søren Kusk (2001–2003)
- Benny Lennartsson (2003)
- Ove Christensen (2003–2006
- Tommy Møller Nielsen (2006–2007)
- Anders Linderoth (2007)
- Stephen Lowe (2007)
- Hans Eklund (2007–2009)
- Søren Frederiksen (2009)
- Lars Søndergaard (2009–2010)
- Steffen Højer és Søren Frederiksen (ideiglenes) (2010–2011)
- Ove Christensen (2011–2014)
- Aurelijus Skarbalius (2014–2015)
- Johnny Mølby (2015–2017)
- Steffen Højer (2017–2019)
- Jacob Neestrup (2019–2020)
- Lars Friis (2021–2022)
- Jacob Friis (2022–)

## Ismertebb játékosok
- Erik Bundgaard
- Sven Aage "Svenner" Poulsen
- Finn Døssing
- Jakob Kjeldbjerg
- Mike Burns
- Paul Obiefule
- PPeter Rasmussen
- Heine Fernandez
- Søren Frederiksen
- Steffen Højer
- Michael Gravgaard
- Jesper Christiansen

## Sikerek
Danish 1st Division
- Feljutó (1): 2020–21

Kupa
- Győztes (1): 1999–2000

Szuperkupa
- Győztes (1): 2000

## Külső hivatkozások
- Hivatalos weboldal
- Hivatalos szurkolói oldal Archiválva 2020. november 27-i dátummal a Wayback Machine-ben
- Fanatikos - szurkolói oldal
- VFF Nyheder - hírek[halott link]